# Olivera Lakić
Olivera Lakić est une journaliste d'investigation monténégrine, travaillant pour le magazine Vijesti et spécialisé dans le crime organisé dans son pays.

## Biographie
En 2012, elle est victime d'une première attaque devant chez elle alors qu’elle travaille sur des articles dénonçant un trafic de tabac aux mains d'hommes d'affaires proches du pouvoir,. Son agresseur est arrêté, condamné à la prison et elle reçoit une protection policière rapprochée.
Vers 9 h du soir le mardi 8 mai 2018, elle est agressée devant son appartement à Podgorica par un inconnu qui la blesse par balle à la jambe et au ventre avant de prendre la fuite. Le lendemain de l'attaque, une manifestation en son soutien rassemblant plusieurs centaines de personnes, dont des journalistes et des membres d'organisations non-gouvernementales, est organisée devant le siège du gouvernement. Selon le PEN club, l'attaque aurait un lien avec son travail d'investigation sur des affaires troubles concernant des membres du gouvernement monténégrins et leurs familles. Le gouvernement, dont le président Duško Marković promet alors de lancer une enquête « rapide et efficace » pour retrouver le tireur mais Lakic est une journaliste d'opposition et au bout de quelques mois, cette deuxième agression est discréditée par la presse pro-gouvernementale, qui l'accuse d'avoir monté toute l'histoire avec l'aide du responsable de son magazine. Cette année-là, le Monténégro occupe la 103e place sur 180 du Classement mondial de la liberté de la presse créé par Reporters sans frontières. Finalement, neuf hommes sont arrêtés au Monténégro et à l'étranger en février 2019 dans le cadre de l'enquête, soupçonnés d'avoir participé à son agression.
Le 7 mars 2019, elle reçoit le Prix international de la femme de courage des mains de la Première dame des États-Unis, Melania Trump,.